# Terra de Peary

Terra de Peary, norte da Groenlândia.

A terra de Peary é uma península no norte da Gronelândia, que se estende até ao oceano Ártico. Vai desde o Fiorde Victoria até ao cabo Morris Jesup, o extremo norte, e cabo Bridgman, a nordeste. O banco de Oodaaq, que seria caso emerso o ponto terrestre mais setentrional, fica ao largo da sua costa norte. A linha de costa é recortada por numerosos pequenos  fiordes. Todo o território está incluído no gigantesco Parque Nacional do Nordeste da Gronelândia.
A região tem cerca de 375 km este-oeste e 200 km norte-sul, com uma área aproximada de 57 000 km². Fica apenas a 600 km do Polo Norte. A área é montanhosa, com altitudes até 1950 m.
É também a região livre de gelo mais a norte na Terra. A precipitação é muito baixa (somente 25 a 200 mm/ano, sempre como neve) pelo que é um deserto polar.
O boi-almiscarado constitui a principal fauna, que se alimenta da esparsa vegetação que cobre menos de 5% da superfície. O resto da fauna é composta por raposas-do-ártico, lobos-do-ártico, ursos-polares, e lebres-do-ártico.
A região recebeu o nome como homenagem a Robert Peary, que a explorou entre 1891 e 1892.